# Словения на «Евровидении-2013»
Словения — страна-участник конкурса песни Евровидение 2013, который проходил в шведском Мальмё с 14 по 18 мая.

## Национальный отбор
17 января 2013 года было объявлено, что по результатам жеребьёвки Словения попала в 1-й полуфинал конкурса. 23 января вещатель RTV Slovenija объявил, что в текущем году не будет проводиться национальный отбор песни на конкурс Евровидение, а представитель и песня будут выбраны профессиональным жюри. 1 февраля стало известно, что представлять Словению на конкурсе будет американская певица Ханна Манчини.

## На Евровидении
14 мая Ханна выступила в 1 полуфинале третьей, но не смогла пробиться в финал. Ей дали 8 очков, и она заняла 16 место.

### В полуфинале
| Голоса за исполнителя Словении в полуфинале | Голоса за исполнителя Словении в полуфинале |
| ------------------------------------------- | ------------------------------------------- |
| Оценка                                      | Страна                                      |
| 12                                          |                                             |
| 10                                          |                                             |
| 8                                           |                                             |
| 7                                           |                                             |
| 6                                           |                                             |
| 5                                           |                                             |
| 4                                           |                                             |
| 3                                           |                                             |
| 2                                           |                                             |
| 1                                           |                                             |

### Финал
В финале жители Словении могли голосовать за других исполнителей.
| Голоса телезрителей Словении в финале | Голоса телезрителей Словении в финале |
| ------------------------------------- | ------------------------------------- |
| Оценка                                | Страна                                |
| 12                                    | Дания                                 |
| 10                                    | Россия                                |
| 8                                     | Италия                                |
| 7                                     | Нидерланды                            |
| 6                                     | Швеция                                |
| 5                                     | Норвегия                              |
| 4                                     | Исландия                              |
| 3                                     | Азербайджан                           |
| 2                                     | Бельгия                               |
| 1                                     | Великобритания                        |